# کانادا در المپیک تابستانی ۱۹۷۲
کانادا در بازی‌های المپیک تابستانی ۱۹۷۲ که در شهر مونیخ برگزار شد، کاروان کانادا با ۲۰۸ ورزشکار در این رقابت‌ها شرکت کرد و موفق به کسب ۵ مدال (۰ طلا، ۲ نقره، ۳ برنز) شد. در جدول رتبه‌بندی توزیع مدال‌ها، کانادا در ردهٔ ۲۷ مسابقات قرار گرفت.